# Tropidosaura
Tropidosaura — рід ящірок родини ящіркових (Lacertidae). Представники цього роду мешкають в Південній Африці.

## Види
Рід Tropidosaura нараховує 4 види:
- Tropidosaura cottrelli (Hewitt, 1925)
- Tropidosaura essexi Hewitt, 1927
- Tropidosaura gularis Hewitt, 1927
- Tropidosaura montana (Gray, 1831)